# Алексашина, Мария Ивановна
Мари́я Ива́новна Алекса́шина (в девичестве Фаде́ева; род. 4 марта 1958, Псков) — советская гребчиха, трёхкратная чемпионка СССР (1978–1980), чемпионка мира (1979), призёр Олимпийских игр (1980). Заслуженный мастер спорта СССР (1979).

## Биография
Родилась 4 марта 1958 года в Пскове. Занималась академической греблей в ДСО «Спартак», на протяжении всей спортивной карьеры тренировалась под руководством Валерия Прокопенко.
Наиболее значимых результатов добивалась, выступая в классе четвёрок с рулевыми. В 1978–1980 годах становилась чемпионкой СССР в этой дисциплине. В те же годы входила в состав сборной страны, в 1979 году завоевала звание чемпионки мира, в 1980 году выиграла бронзовую медаль Олимпийских игр в Москве.
В 1980 году завершила спортивную карьеру. Окончила Псковский педагогический институт. Работала психологом в следственном изоляторе, возглавляла психологическую службу управления ФСИН России по Псковской области. В дальнейшем стала заместителем директора по учебно-спортивной работе ДЮСШ по гребле «Ника». 